# 格蕾丝·里德
格蕾丝·里德（英語：Grace Reid，1996年5月9日—）是一名苏格兰跳水运动员。她获得两枚歐洲游泳錦標賽金牌和一枚英聯邦運動會。2017年，她在世界游泳锦标赛中获得混合双人3米跳板项目银牌。

## 生涯
格蕾丝·里德在2010年英联邦运动会上参加女子3米跳板比赛，在2014年英聯邦運動會上参加女子1米跳板和3米跳板比赛。
在2016年欧洲游泳锦标赛上她与湯姆·戴利搭伴一起获得三米双人跳水冠军。此外她还获得女子3米跳台季军，成为1954年以来在欧洲锦标赛上首位为英国获得单人跳水奖牌的苏格兰人。
2018年格蕾丝·里德与罗斯·哈斯拉姆搭伴在跳水世界杯上获得3米双人跳水铜牌，然后在欧洲锦标赛上一起获得银牌。在2018年英联邦运动会上她获得1米跳板金牌，成为首名在英联邦运动会上得奖的苏格兰女跳水运动员。